# Краківський мир

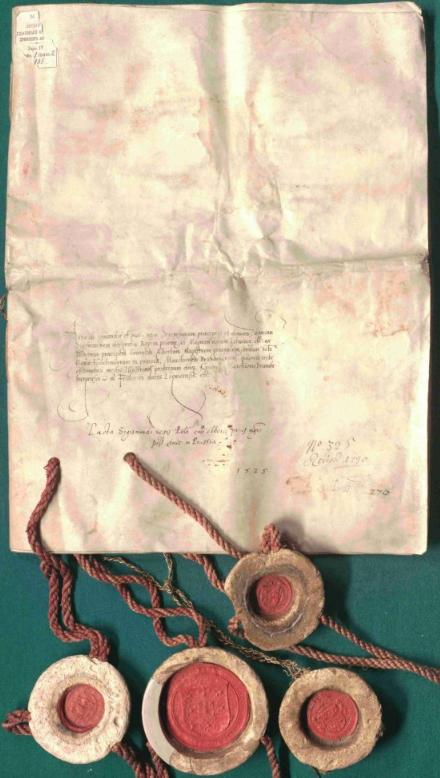
Краківський договір

Краківський мир — договір, що підписаний 8 квітня 1525 року між Королівством Польським і Великим Магістром Тевтонського ордену. Договір офіційно завершило польсько-тевтонську війну (1519—1521).
Угода надала великому магістру Альберту Гогенцоллерну достатню автономію, щоб вийти з ордену і стати герцогом новоствореного Прусського герцогства, яке виникло на місці ліквідованої держави Тевтонського ордену. Це було скріплено прусським омажем від 10 квітня.